# فرهاد (مسیحی)
فرهاد یا افراهات قدیس و نویسنده ایرانی معروف به دانای پارسی یکی از برجسته‌ترین چهره‌های مسیحیتِ سده چهارم، چه در شرق و چه در غرب، می‌باشد.
او از نخستین پدران سریانی‌زبان بود. او از دین زرتشت به مسیحیت گروید. او در دوره پادشاهی شاپور دوم مسیحی شد و سوگندِ «پسران عهد» را یاد کرد؛ اما بعد به صومعه‌ای که احتمالاً در نزدیکی موصل بود، پیوست. از او ۲۳ رساله بجای مانده که بین سال‌های ۳۳۷ تا ۳۴۵ نوشته شده‌اند و به اشتباه «موعظه» نامیده می‌شوند.

## عقاید فرهاد
در مجموعه رساله‌های فرهاد، اوضاع و احوال و اصول اعتقادات کلیسای قلمرو ساسانیان در پایان سده سوم و آغاز سده چهارم به‌خوبی بازتاب شده‌ است. بررسی این اثر نشان می‌دهد که در اعتقادهای کلیسای قلمرو ساسانیان، اعتقاداتی که در شورای نیقیه به‌ تصویب رسید (سال ۳۲۵)، بازتاب نیافته است. حتی در کتاب فرهاد که حدود پانزده سال بعد از این شورا نوشته شده، هنوز آثار اعتقادات نیقیه دیده نمی‌شود. بعدها، در سال ۴۲۱، وقتی اسقف ماروتا از جانب امپراتور روم به ایران اعزام شد، طی شورایی کلیساهای ایران را بر آن داشت که مصوبات نیقیه را بپذیرند.
در کتاب فرهاد، عقیدهٔ تثلیث به‌ گونه‌ای ابتدایی مورد اشاره قرار گرفته‌ است. در درودها و شکرگزاری‌های پایانی و اعتراف به اصول ایمان، از پدر و پسر و روح‌القدس نام برده شده است. اما او هیچ اشاره‌ای به، تمایز «شخصیت‌ها» یا اقانیم تثلیث، برابری و همذاتی آنان نکرده است.
او در پاسخ به یهودیان که مسیحیان را متهم می‌کردند که یک انسان را پرستش می‌کنند و او را پسر خدا و خدا می‌خوانند، چنین می‌گوید:
«ما گرچه اعتقاد داریم… که عیسی یک انسان بود، اما او را خدا و خداوند می‌نامیم و تحت همین عنوان او را تکریم می‌نماییم… او خدا، پسر خدا، پادشاه، پسر پادشاه، نور از نور، خالق، مشیر، سرور، راه، منجی، شبان، جامع، دُر، مروارید، و نور است.»

و بعد از این توصیف‌ها، می‌کوشد ثابت کند که عناوین پسر خدا و حتی خدا، در کتاب مقدس به موسی و دیگر عادلان نیز اطلاق شده و لقب شاه شاهان به نبوکدنصر داده شده؛ لذا وقتی این لقب‌ها به مسیح اطلاق می‌گردد، نباید آن را امری غیرمعمول تلقی کرد.
در جای دیگر می‌گوید:
«ما بزرگان خود را می‌پرستیم، حتی آنانی را که بت‌پرست هستند. پس چقدر بیشتر باید عیسی مسیح را بپرستیم و تکریم کنیم که ما را از خرافات باطل رهانیده و ما را آموخته که خدای واحد را که پدر و خالق ماست، بپرستیم و تکریم کنیم.»
ضمناً او در استدلال خود در مورد تثلیث، به هیچ وجه از مفهوم «کلمه» استفاده نکرده، در حالیکه در غرب این عنوان بسیار مهم بوده است.
او معتقد است، هر انسانی به هنگام تولد «روح حیوانی» را داراست؛ به هنگام تولد تازه، تعمید گیرندگان «روح آسمانی» را دریافت می‌کنند. اگر به تعهد خود وفادار بمانند، روح‌القدس در ایشان می‌ماند و اگر نمانند، روح‌القدس به سوی کسی که او را فرستاده، بازمی‌گردد. پس از مرگ، روح حیوانی به زمین بازمی‌گردد و با بدن دفن می‌شود. این روح که فاقد هر حسی است، به نوعی به خواب فرو می‌رود. اما «روح آسمانی» بسوی مسیح بازمی‌گردد و در حضور خدا، طالب قیام بدنی می‌شود که با آن متحد شده بود.
در اعتقادنامه کلیسای امپراتوری ساسانی که در زمان وی تصویب شد و هفت بخش است. چنین آمده است:
«باید اعتقاد داشت به خدا، سرور همگان، که آسمان و زمین و دریا و هرچه را که در آنهاست آفرید - او انسان را شبیه خود آفرید - او شریعت را به موسی اعطا کرد - او روح خود را بر انبیاء فرستاد - و بعد مسیح خود را به جهان فرستاد - باید اعتقاد داشت به قیامت از مردگان - باید اعتقاد داشت به راز تعمید. اینچنین است ایمان کلیسای خدا.»

راهنمای اعمال کلیسای ایرانِ ساسانی نیز طبق این نوشته‌ها چنین است:
«نباید ساعات، هفته‌ها، ماه‌ها، زمانها، اعیاد سالیانه، و سحر و جادوی کلدانیان و جادوگران را نگاه داشت. باید پرهیخت از لذت‌پرستی، شعر و علوم غیرشرعی شریرانه، از فریب زبان چرب، از کفر و زنا. نباید شهادت دروغ داد و دوگانه‌گویی کرد. اینچنین است اعمال ایمان، که بر صخرهٔ استوار یعنی مسیح پایه‌گذاری شده، که بر او تمام عمارت بنا گشته‌ است.»

نکتهٔ مهم دیگر اینست که او نیز همچون سایر پیشوایان کلیسای قلمرو ساسانیان، انجیل معتبر را دیاتسارون می‌دانست.